# Almighty So 2
 Almighty So 2 — п'ятий студійний альбом американського репера Chief Keef, виданий лейблом 43B 10 травня 2024 р. Дистриб'ютор: RBC Records. Є сиквелом до мікстейпу Almighty So (2013). Виконавчі продюсери: Chief Keef, Peeda Pan (зазначені як Кіт Козарт та Ідріс Дайкс). Зведення: Пітер Френсіс Манзо, Neek. Мастеринг: Айзея Браун.
Платівка дебютувала на 30-ій сходинці Billboard 200 із майже 23 тис. альбомних еквівалентних одиниць за перший тиждень, що стало найкращим вислідом репера із часів Finally Rich (2012). На другий тиждень реліз посів 111-те місце. 

## Просування, затримки та випуск
Кіф уперше оголосив Almighty So 2 в жовтні 2018 року під час інтерв'ю після свого виступу на музичному фестивалі Rolling Loud в Окленді, штат Каліфорнія. У відповідь на запитання про майбутні проєкти для своїх шанувальників, виконавець розкрив плани щодо релізу Back from the Dead 3, The Cozart та Almighty So 2 в найближчому майбутньому.
Приблизно за сім місяців після початкового анонсу Almighty So 2, 6 квітня 2019 року, Кіф оприлюднив офіційну обкладинку проєкту у своєму інстаграмі. Незабаром після цього, 9 квітня, вийшов промо-сингл «Boost».
Під час розкрутки майбутнього альбому виникли спекуляції навколо треку «Mooliani» з участю Lil Uzi Vert, який спочатку, за чутками, мав потрапити до Almighty So 2. Однак пісню зрештою віддали товаришеві Кіфа, реперові Lil Reese, для його мікстейпу Supa Savage 3. На це рішення вплинули проблеми з лейблом Lil Uzi Vert щодо дозволу на публікацію колаборації.
23 липня 2022 року видано «Tony Montana Flow», головний сингл платівки. 14 жовтня 2022 року через соціальні мережі Кіф повідомив, що альбом вийде 16 грудня. Того ж дня видано другий сингл «Racks Stuffed inna Couch». Попри те, що «Racks Stuffed inna Couch» не потрапила до треклиста, який раніше з'явився в мережі, обидві «Tony Montana Flow» і «Racks Stuffed Inna Couch» були частиною оригінального списку й потрапили до версії треклиста за грудень 2022 року.
17 січня 2023 року новий лейбл репера, 43B, розмістив сесію звукозапису альбому з участю хору для однієї з пісень, а також оголосив, що весь проєкт спродюсує сам Сhief Keef. 5 листопада 2023 року виконавець представив дві нові обкладинки альбому. Після двох років, супроводжуваних кількома затримками й обмеженою інформацією про хід роботи над платівкою, 7 березня 2024 року в соціальних мережах з'явилося повідомлення про завершення роботи над альбомом. Одночасно із цим оприлюднено остаточний список пісень та запрошених гостей.

## Cписок пісень
| #   | Назва                                    | Автор                                                   | Продюсер(и)                                                      | Тривалість |
| --- | ---------------------------------------- | ------------------------------------------------------- | ---------------------------------------------------------------- | ---------- |
| 1.  | «Almighty (Intro)»                       | Keith Козарт Семюел Ліндлі                              | Chief Keef DP Beats [а]                                          | 2:53       |
| 2.  | «Neph Nem» (з участю Ballout та G Herbo) | Козарт Вілл Керетен Герберт Рендалл Райт III            | Chief Keef                                                       | 2:37       |
| 3.  | «Treat Myself»                           | Козарт                                                  | Chief Keef                                                       | 4:28       |
| 4.  | «Jesus Skit»                             | Козарт Коджо Бедіако                                    | Chief Keef Slowburnz [а] MBZ [а]                                 | 2:18       |
| 5.  | «Jesus» (з участю Lil Gnar)              | Козарт Бедіако Калеб Шепард                             | Chief Keef Mike WiLL Made It [а] Shawn Ferrari [а]               | 4:39       |
| 6.  | «Too Trim»                               | Козарт Брендон Александер Кеміч                         | Chief Keef Young Malcolm [а]                                     | 4:29       |
| 7.  | «Runner»                                 | Козарт Юджин Пейдж Вільям Пейдж                         | Chief Keef                                                       | 2:54       |
| 8.  | «Banded Up» (з участю Tierra Whack)      | Козарт Тієрра Век-Велдон                                | Chief Keef SantanaStar Beats [а] Kreepstabape [a] Blackghxst [a] | 4:26       |
| 9.  | «Grape Trees» (з участю Sexyy Red)       | Козарт Джанае Нієра Веррі                               | Chief Keef                                                       | 5:03       |
| 10. | «1,2,3»                                  | Козарт Крістоф Кеннер Джон Леннон [a] Пол Маккартні [a] | Chief Keef                                                       | 5:28       |
| 11. | «Drifting Away»                          | Козарт                                                  | Chief Keef Johnny Juliano [a]                                    | 4:01       |
| 12. | «Never Fly Here» (з участю Quavo)        | Козарт Квейвіус Кеяте Маршалл                           | Chief Keef                                                       | 4:30       |
| 13. | «Prince Charming»                        | Козарт                                                  | Chief Keef                                                       | 5:30       |
| 14. | «Believe»                                | Козарт                                                  | Chief Keef Bobby Raps [a]                                        | 6:45       |
| 15. | «Tony Montana Flow»                      | Козарт                                                  | Akachi ProdKyle                                                  | 2:22       |
| 16. | «I'm Tryna Sleep»                        | Козарт                                                  | Chief Keef                                                       | 3:15       |

Примітки
- ↑  позначає незазначеного автора чи продюсера

Семпли
- «Runner» містить семпл зі «Streetrunner», написаної Джином Пейджем і Біллі Пейджем, у виконанні Ненсі Вілсон.
- «1,2,3» містить семпли з «And I Love Her», написаної Джоном Ленноном і Полом Маккартні, у виконанні Боббі Вомека; та «Land of 1000 Dances», написаної Крістофом Кеннером, у виконанні Вілсона Пікетта.

## Чартові позиції
| Чарт (2024)                            | Найвища позиція |
| -------------------------------------- | --------------- |
| Australian Hitseekers Albums (ARIA)    | 17              |
| США Billboard 200                      | 30              |
| США Top R&B/Hip-Hop Albums (Billboard) | 10              |